# David Duke
David Duke (Tulsa, Oklahoma, 1 juli 1950) is een Amerikaans politicus en voormalig voorman van de Ku Klux Klan.
Duke manifesteerde zich bij de Ku Klux Klan als een leidersfiguur en schopte het dan ook tot Imperial Wizard in 1974 toen hij de beslissing nam de Klan te moderniseren. Hij riep alle Klansmen op "to get out of the cow pasture and into hotel meeting rooms". Hij veranderde de naam "Imperial Wizard" in "National Director" en verving bij optredens de lange gewaden door driedelige maatpakken. Ook zwoer Duke meer en meer de gewelddadige acties af om zich volledig te kunnen richten op politieke wegen. In 1980 stond hij aan de wieg van de National Association for the Advancement of White People (NAAWP), een racistische extreemrechtse politieke organisatie, die door moest gaan als de blanke tegenhanger van de National Association for the Advancement of Colored People (NAACP). In 1989 werd David Duke verkozen tot parlementslid in Louisiana voor de Republikeinen, hoewel zij Duke geen steun gaven. Duke gold als de laatste echte KKK-leider. Nadien verloor de Klan steeds meer aanhang en kon het steeds moeilijker leden mobiliseren voor acties.
David Duke was een spreker bij de Unite the Right rally op 11 augustus 2017.
In juli 2016 stelde Duke zich kandidaat voor de Amerikaanse Senaat voor de staat Louisiana.
In 2018 werd David Duke vertolkt door Topher Grace in de film BlacKkKlansman van Spike Lee.
| Uitslagen                             | Partij           | Stemmen | Percentage |
| ------------------------------------- | ---------------- | ------- | ---------- |
| Presidentsverkiezingen 1988           | Populist Party   | 47.047  | 0,04%      |
| Senaatsverkiezingen in Louisiana 1990 | Republican Party | 607.091 | 43,48%     |
| Presidentiële voorverkiezingen 1992   | Republican Party | 119.115 | 0,94%      |
| Senaatsverkiezingen in Louisiana 1996 | Republican Party | 141.489 | 11,52%     |
| 1e congresdistrict van Louisiana 1999 | Republican Party | 28.059  | 19,15%     |
| Senaatsverkiezingen in Louisiana 2016 | Republican Party | 58.606  | 3,0%       |

- Gemeinsame Normdatei: 118975137
- International Standard Name Identifier: 0000 0001 1491 4100
- Library of Congress Control Number: n88614964
- Nationale Bibliotheek van Tsjechië: js20030901007
- Nationale Bibliotheek van Israël: 987007260491405171
- Nationale Bibliotheek van Polen: a0000001265142
- Istituto Centrale per il Catalogo Unico: IEIV094826
- Système universitaire de documentation: 073313254
- Virtual International Authority File: 48341093
- WorldCat: E39PBJgH8rcjjD8chVRgxrKTpP